# Antoni Zięba (inżynier)
Antoni Zięba (ur. 5 lipca 1948 w Jaworznie, zm. 3 maja 2018) – polski naukowiec, doktor inżynier budownictwa lądowego, nauczyciel akademicki, działacz pro-life, publicysta.

## Życiorys
Stopień doktora uzyskał na Politechnice Krakowskiej. W 1971 został wykładowcą tej uczelni. Objął funkcję adiunkta w Instytucie Mechaniki Budowli Wydziału Inżynierii Lądowej.
Był redaktorem Tygodnika Rodzin Katolickich „Źródło”, Tygodnika Młodzieży Katolickiej „Droga”, Miesięcznika Nauczycieli i Wychowawców Katolickich „Wychowawca”, „Służby Życia”, a także publicystą i felietonistą TV Trwam, Radia Maryja, „Naszego Dziennika”. Był zwolennikiem zmian w Konstytucji RP i wpisania do niej ustawy o ochronie życia od momentu poczęcia do naturalnej śmierci.
Od 1999 do 2018 pełnił funkcję prezesa Polskiego Stowarzyszenia Obrońców Życia Człowieka. Był wiceprezesem Polskiej Federacji Ruchów Obrony Życia. Przez wiele lat pełnił funkcję wiceprezesa Katolickiego Stowarzyszenia Dziennikarzy. Współzałożyciel Katolickiego Podyplomowego Studium Dziennikarstwa przy Krakowskim Oddziale Katolickiego Stowarzyszenia Dziennikarzy. Współzałożyciel (w 1980 r.) Krucjaty Modlitwy w Obronie Poczętych Dzieci oraz w 2007 r. Światowej Krucjaty Modlitwy w intencji obrony życia człowieka – World Prayer for Life. Wszedł w skład Zespołu Wspierania Radia Maryja w Służbie Bogu, Kościołowi, Ojczyźnie i Narodowi Polskiemu. Kawaler Zakonu Rycerskiego Grobu Bożego w Jerozolimie.
Od września 2016 na antenie Radia Maryja i Telewizji Trwam prowadził audycje „Głos z Krakowa” i „Zaczerpnij ze Źródła”.
Był autorem ponad 40 publikacji naukowo-technicznych oraz licznych artykułów o ochronie życia dziecka poczętego. Wielokrotnie organizował seminaria naukowe na ten temat oraz był współorganizatorem dwóch Narodowych Marszów w Obronie Życia.
13 kwietnia 2018 trafił do szpitala z powodu ciężkiej, przewlekłej choroby. Zmarł 3 maja 2018.

## Nagrody i wyróżnienia
- nagroda Fundacji Jana Pawła II, za działalność pro-life
- medal Senatu RP, za obronę życia
- Medal Komisji Edukacji Narodowej, za zasługi dla oświaty i wychowania
- Medal Pro Ecclesia et Pontifice